# بهناز علی‌پور گسکری
بهناز علی‌پور گسکری (زادهٔ ۲۸ شهریور ۱۳۴۷ در رودسر) داستان‌نویس، منتقد ادبی، مدرس دانشگاه و پژوهشگر ایرانی است.
برخی از داستان‌های کوتاه او به زبان‌های انگلیسی و ترکی ترجمه شده‌اند. او دو مجموعه داستان کوتاه، دو رمان، دو کتاب پژوهشی در حوزه مطالعات ادبی و تحلیل آثار داستانی ایرانی، یک اقتباس ادبی، و بیش از صد مقاله اعم از علمی-پژوهشی، ترویجی، مروری و… در کارنامهٔ ادبی خود دارد.
بهناز علی‌پور گسکری، به‌علاوه، به آموزش نویسندگی خلاق در دانشگاه و آموزشگاه‌های گوناگون پرداخته و داوری برخی مسابقات ادبی در داخل و خارج از ایران را برعهده داشته‌است.
او با نویسندگانی همچون شهریار مندنی‌پور، حسین آبکنار و صفدر تقی‌زاده، و همچنین جعفر شعار کار کرده‌است.
علی‌پور گسکری داستان‌نویسی را از سال ۱۳۷۴ شروع کرد.

## داستان‌نویسی
مجموعه‌داستان اول او با عنوان بگذریم… توسط نشر چشمه در ۱۳۸۳ منتشر شد و برندهٔ نخست جایزهٔ ادبی مهرگان ادب (پکا) گردید و به‌عنوان بهترین مجموعه‌داستان سال ۱۳۸۳ جایزهٔ ادبی یلدا، و پروین اعتصامی را دریافت کرد و ازجمله سه نامزد نهایی جایزهٔ گلشیری بود.
مجموعه‌داستان دوم او با عنوان بماند… توسط نشر چشمه در ۱۳۸۸  منتشر شد. این مجموعه از نامزدهای نهایی جایزه گلشیری و غنی‌پور بود و جایزه بهترین مجموعه‌داستان مهرگان ادب را برای بار دوم دریافت کرد.
راز کیمیا و افسانه مهر و ماه رمان نوجوان این نویسنده در ۱۳۸۹ توسط نشر ویدا منتشر گردید و ازجمله کاندیدای جوایز لاک‌پشت پرنده و شورای کتاب کودک بود.
هشت بهشت اقتباس ادبی از منظومهٔ هشت بهشت امیرخسرو دهلوی است که در قالب داستان نوجوان در سال ۱۳۹۰ توسط نشر پارسه منتشر شد.
زن در رمان فارسی از انقلاب مشروطه تا انقلاب ۵۷ یک کار پژوهشی است که به تحلیل نقش زنان در رمان‌های ایرانی می‌پردازد.
معرفی و بررسی آثار داستانی و نمایشی از ۱۳۰۰ تا ۱۳۱۰ اثر پژوهشی مفصلی است که به معرفی، بررسی و تحلیل کلیهٔ آثار داستانی و نمایشیِ این دوره پرداخته‌است.
جا ماندیم… رمان بزرگسال این نویسنده در ۱۳۹۴ توسط نشر چشمه به بازار کتاب راه یافت.